# Ipomoea sescossiana
Ipomoea sescossiana är en vindeväxtart som beskrevs av Henri Ernest Baillon. Ipomoea sescossiana ingår i släktet praktvindor, och familjen vindeväxter. Inga underarter finns listade i Catalogue of Life.